# Tirà reial del Chocó
El tirà reial del Chocó (Conopias albovittatus) és un ocell de la família dels tirànids (Tyrannidae).

## Hàbitat i distribució
Habita boscos, clars, vegetació secundària i bosc obert de les terres baixes de l'est d'Hondures, Costa Rica, centre i est de Panamà, oest de Colòmbia i nord-oest de l'Equador.